# Повитиця одностовпчикова
Повитиця одностовпчикова (Cuscuta monogyna) — вид рослин з родини берізкових (Convolvulaceae); зростає у Європі, Північній Африці, Азії.

## Опис
Однорічна рослина 100–250 см. Стебло червонувате або білувате. Віночок блідо-рожевий, частки його тупуваті, на краях трохи зубчасті. Трубка віночка майже дорівнює чашечці. Лусочки в трубці віночка цільні та з помітним облямівкою біля основи. Коробочка яйцеподібна. Стебла ниткоподібні, діаметром менше 1 мм. Насіння 1 або 2, темно-коричневе, 3–3.5 мм, гладке. 2n = 28.

## Поширення
Поширений у Європі, Північній Африці, Азії; натуралізований у Британській Колумбії, США, Болгарії, Угорщині, Німеччині, Великій Британії.
В Україні вид паразитує на чагарниках і трав'янистих багаторічних рослинах; легко переходить на ягідні чагарники і молоді плодові дерева, а також на соняшник і виноград — у Закарпатті, Лісостепу (на півдні), Степу та півдні Криму.